# Corneometa
Genre
Corneometa est un genre fossile d'araignées aranéomorphes de la famille des Tetragnathidae.

## Distribution
Les espèces de ce genre ont été découvertes dans de l'ambre de la mer Baltique. Elles datent du Paléogène.

## Liste des espèces
Selon The World Spider Catalog 16.0 :
- †Corneometa baltica Wunderlich 2004
- †Corneometa pilosipes Wunderlich 2004

## Publication originale
- (en) Wunderlich, 2004 : The fossil spiders (Araneae) of the families Tetragnathidae and Zygiellidae n. stat. in Baltic and Dominican amber, with notes on higher extant and fossil taxa. Beiträge zur Araneologie, vol. 3, p. 899–955.